# Koppenzeil
Koppenzeil ist eine Katastralgemeinde der Stadtgemeinde Zwettl-Niederösterreich im Bezirk Zwettl, Niederösterreich.

## Geographie
Koppenzeil erstreckt sich südlich des Stadtzentrums am Kamp und umfasst den Zwettler Stadtteil Propstei, mitsamt dem Grünland am Fluss auf knapp 2½ Kilometer, bis zum Kraftwerk Zwettl und dem Gasthof Schwarzalm nahebei. Die Katastralgemeinde umfasst 22,04 Hektar.
Nachbarkatastralgemeinden
|           | Zwettl Stadt                                |              |
| Moidrams  | Kompassrose, die auf Nachbargemeinden zeigt | Zwettl Stadt |
| Gschwendt |                                             |              |

## Geschichte
Der Ortsname erscheint 1437 als Koppenczeyl („Gasse, die nach einem Mann mit dem Namen Koppo benannt ist“). Laut Adressbuch von Österreich waren im Jahr 1938 in Koppenzeil ein Transportunternehmer, ein Devotionalienhändler, ein Eisenwarenhändler, ein Feilenhauer, ein Gastwirt, ein Marktfahrer, zwei Schuster, ein Spengler und ein Landwirt mit Direktvertrieb ansässig.
Eine Straße dieses Namens gibt es heute nicht mehr.